# ألمانيا في الألعاب الأولمبية الصيفية 2016
نافست ألمانيا في دورة الألعاب الأولمبية الصيفية 2016 في ريو دي جانيرو، البرازيل، من 05-21 أغسطس 2016. وكان هذا الظهور السابع على التوالي في البلاد في دورة الألعاب الاولمبية الصيفية بعد الوحدة في عام 1990.